# Gulaþing
Gulaþing (modernisé Gulating) était le nom d'un thing norvégien, c'est-à-dire une assemblée locale rassemblant les hommes libres du temps des Vikings. Le Gulaþing a servi de base notamment à l'Alþing islandaise ou au Løgting féroïen.

## Situation
Le Gulaþing est situé sur la côte norvégienne, dans la commune de Gulen (comté de Sogn og Fjordane), à proximité de son centre administratif, Eivindvik.

## Histoire
Le Gulaþing a existé environ de 900 à 1300 apr. J.-C.. Vers 1300, l'assemblée a été déplacée à Bergen où elle existe toujours aujourd'hui en tant que Haute Cour du Gulating.
Le Gulaþing a servi de base à la création de l'Althing, l'assemblée des hommes libres d'Islande, organe central de l'État libre islandais en 930.
Il a également joué un rôle central dans l'unification des royaumes norvégiens et dans la christianisation de la Norvège.

## Fonctionnement
Le Gulaþing n'était pas le seul thing norvégien : il regroupait une aire géographique de l'ouest de la Norvège correspondant à peu près aux actuels comtés de Hordaland et Sogn og Fjordane.

### La loi du Gulaþing
La loi du Gulaþing, ou Gulaþingslov, comprenait 320 articles répartis en 14 chapitres.

## Gestion et protection

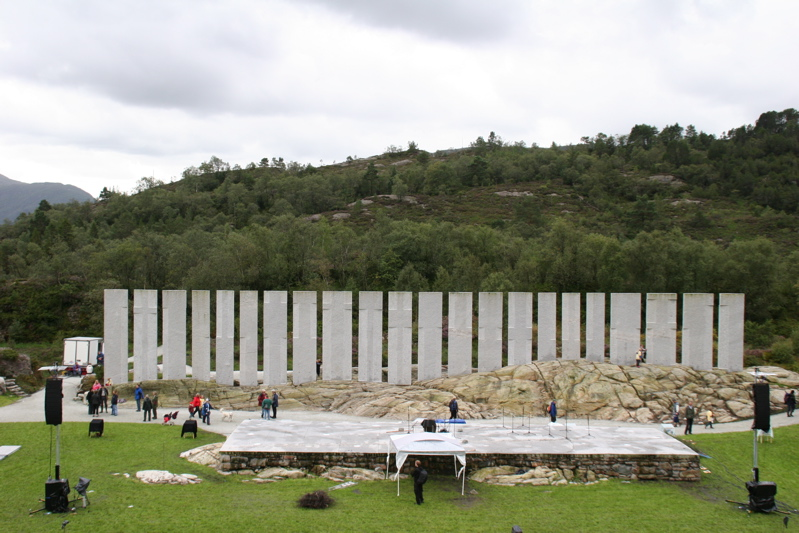
Installation de Bård Breivik.

En 2005, à l'occasion du millénaire du Gulaþing, le parc du Millénaire de Gulatinget a été fondé.